# Mort de Pline l'Ancien

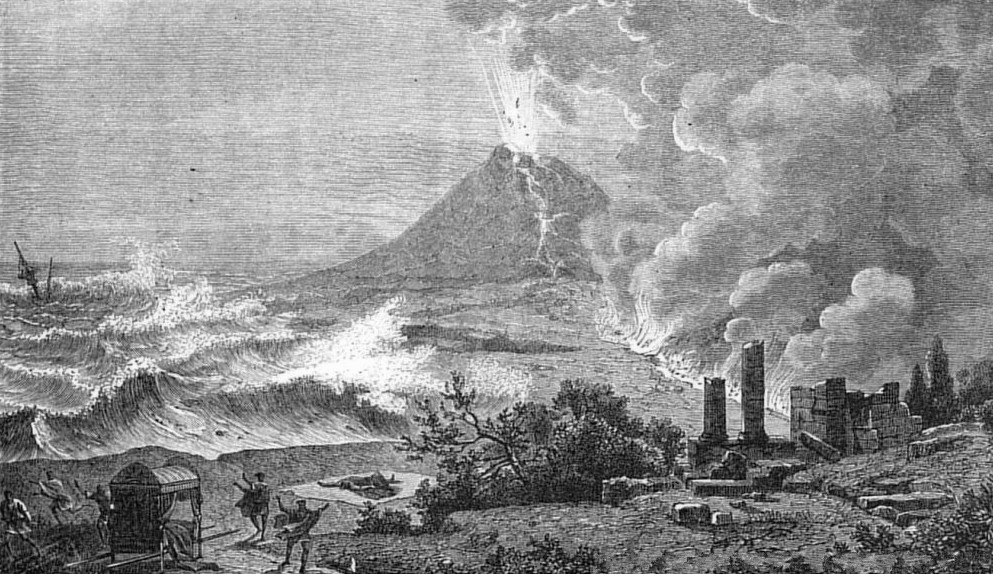
Représentation de la mort de Pline l'Ancien pendant l'éruption du Vésuve en 79, parue dans Le Monde illustré en 1888.

La mort de Pline l'Ancien est un évènement survenu sur une plage du golfe de Naples durant une éruption volcanique du Vésuve restée célèbre, l'éruption de l'an 79, qui détruit de nombreuses localités de la Rome antique situées autour du volcan, notamment Pompéi et Herculanum.
Les circonstances de la mort du célèbre écrivain et naturaliste romain Pline l'Ancien, racontées a posteriori dans la correspondance de son neveu Pline le Jeune avec Tacite, présentent de nombreuses implications médicales, historiques, scientifiques ou littéraires.
Aussi, la mort de Pline est-elle devenue par la suite un motif récurrent de la culture occidentale, en particulier à la Renaissance, époque où elle est comprise comme une inspiration fondatrice pour l'étude des volcans et, plus généralement, pour la méthode scientifique. En peinture, par exemple, la scène a été représentée par Volaire en 1774, Angelica Kauffmann en 1785, Valenciennes en 1813 ou Forbin en 1817, entre autres.